# Liberty Party (Vereinigte Staaten)

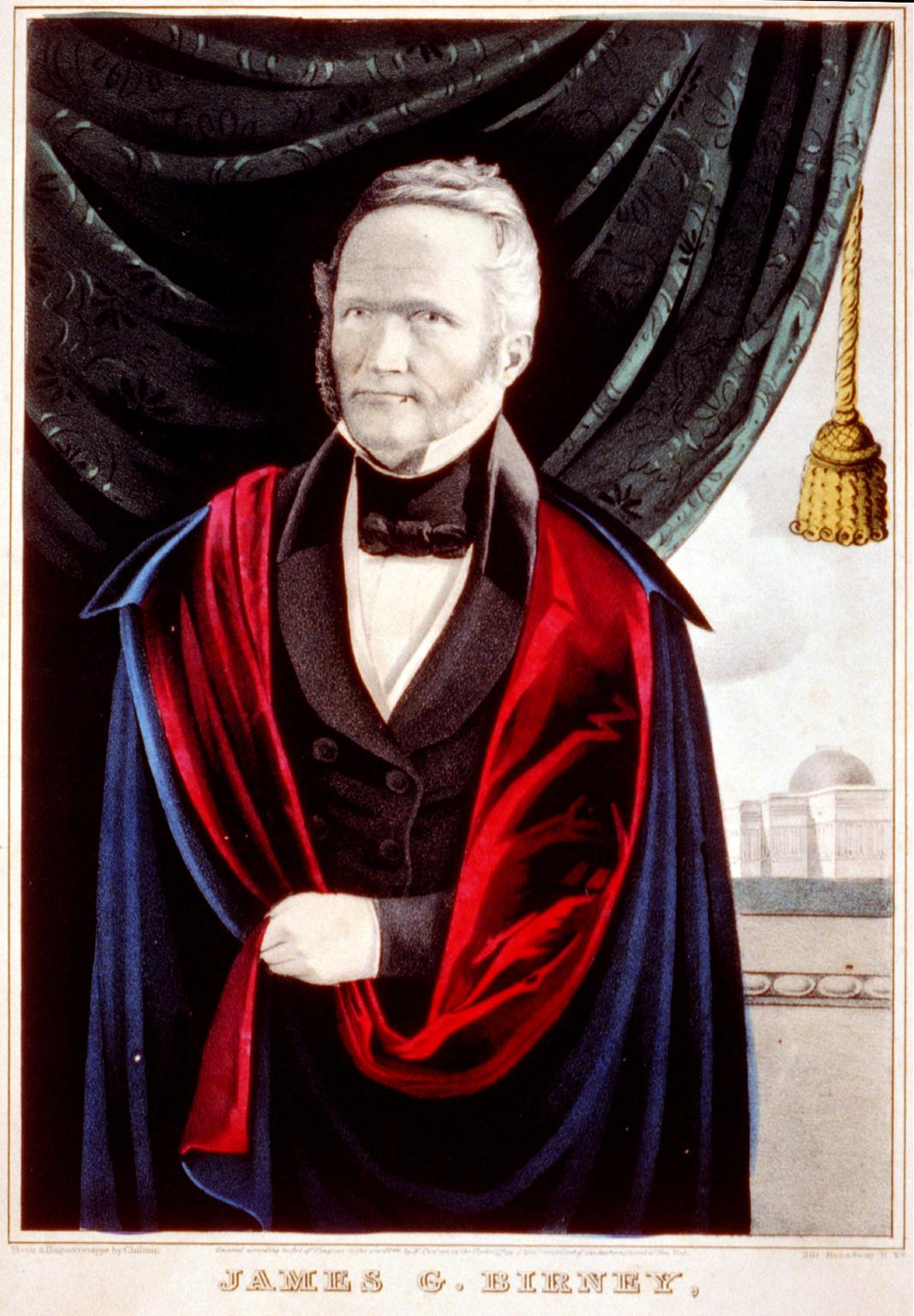
James G. Birney (ca. 1844)

Die Liberty Party war eine 1839 in den Vereinigten Staaten gegründete Kleinpartei. Sie vertrat als erste Partei in Amerika die Sache des Abolitionismus und stellte eine Abspaltung von der American Anti-Slavery Society (AASS) dar. Anders als die AASS sah die Liberty Party unter Führung von James G. Birney die Möglichkeit, auf Grundlage der amerikanischen Verfassung für das Verbot von Sklaverei zu kämpfen. Im Jahr 1848 traten die meisten ihrer Mitglieder der Free Soil Party bei, weitere wechselten 1854 zu den neu gegründeten Republikanischen. Nach 1860 hörte die Liberty Party auf, als eigenständige Partei zu existieren.

## Gründung
Im Jahr 1839 kam es innerhalb der AASS zu Auseinandersetzungen über die Frage, inwieweit die Gründung einer abolitionistischen dritten Partei neben Demokraten und Whig Party sinnvoll sei. Die radikale Fraktion innerhalb der AASS sah den politischen Kampf angesichts der amerikanischen Verfassung als aussichtslos an, während ihre Gegner es als wichtig erachteten, am legislativen Prozess teilzunehmen und sich in der Folge von der AASS abspalteten. Als erste Partei der Anti-Sklaverei-Bewegung in der Geschichte der Vereinigten Staaten wurde die Liberty Party am 13. November 1839 auf einer Versammlung in Warsaw, Wyoming County (New York), New York gegründet. Prominente Unterstützer der Liberty Party waren anfänglich Samuel Ringgold Ward, Henry Highland Garnet, Gerrit Smith und Salmon P. Chase. Politische Aktionen der Partei umfassten den Boykott von landwirtschaftlichen Produkten und anderen Gütern aus den Südstaaten.

## Nominierungsparteitage
Die erste National Convention folgte am 1. April 1840 in Albany und nominierte Birney zum Präsidentschaftskandidaten für die Wahlen im gleichen Jahr. Als konkrete Parteiziele wurden beschlossen, die Abgeordneten im amerikanischen Kongress zu einer strikteren Haltung in der Sklavenfrage zu bewegen, die Sklaverei im District of Columbia zu beenden, den Sklavenhandel zwischen den Bundesstaaten zu stoppen und die Sklavenhaltung in den Bundesterritorien zu verbieten. Außerdem lehnte die Liberty Party sowohl die Drei-Fünftel-Klausel als auch den weiterhin gültigen Fugitive Slave Act of 1793 ab. Da sich der Spitzenkandidat Birney während des Wahlkampfes nicht in Amerika aufhielt, sondern bis November 1840 an Konferenzen der Anti-Sklaverei-Bewegung im Vereinigten Königreich teilnahm, und die Kampagne der Liberty Party insgesamt wenig organisiert war, erreichte sie am Ende nur etwas über 7.000 Stimmen. Zudem gab es innerhalb der Partei Streit darüber, ob die Befreiung der Sklaven das einzige Parteiziel bleiben sollte, oder ob das Programm nicht erweitert werden sollte.
Auf dem nächsten Nominierungsparteitag im August 1843 in Buffalo wurde Birney erneut zum Präsidentschaftskandidaten für die Wahlen von 1844 bestimmt. Damit wurde Chase überstimmt, der sich für John Quincy Adams und William H. Seward als Spitzenkandidaten ausgesprochen hatte. In der Folge verärgerte Birney Teile der Partei, als er für die Demokraten bei der Gouverneurswahl von Michigan 1845 antrat. Bei den Präsidentschaftswahlen 1844 erhielt die Liberty Party 62.000 Stimmen, davon 15.800 im Staat New York. Da dieser mit einer Mehrheit von nur 5.100 Stimmen an den Demokraten James K. Polk ging, verhinderte das möglicherweise den Sieg des Whig-Kandidaten Henry Clay, da die Wahlmänner von New York entscheidend für die Wahl Polks zum Präsidenten waren.

## Free Soil Party
Die National Convention vom November 1847 in New York City wählte John P. Hale zum Präsidentschaftskandidaten. Dieser verzichtete jedoch angesichts der Gründung der Free Soil Party im Jahr 1848 zugunsten von deren Kandidat, dem früheren Präsidenten Martin Van Buren. Die meisten Mitglieder der Liberty Party wechselten ebenfalls zur Free Soil, einer Minderheit war diese jedoch nicht radikal genug, eine zweite Versammlung wählte Gerrit Smith zum Präsidentschaftskandidaten. Dieser erhielt jedoch nur 2545 Wählerstimmen, was etwas weniger als 0,1 % ausmachte, und konnte damit keine Wahlmännerstimmen verbuchen. 1852, 1856 und 1860 stellte die Partei zwar weiter Kandidaten für die Präsidentenwahl auf, hatte aber noch weniger Erfolg.